# Bagh (Uttar Pradesh)
Bagh és un poble d'Uttar Pradesh, antigament part del principat de Gwalior, famós per les seves coves budistes. Està situat a la confluència dels rierols Giona i Wagni a 22° 24′ N, 74° 52′ E / 22.400°N,74.867°E.
Les coves conegudes com a Panchpandhu estan a un turó sota de les muntanyes Vindhya; estan datades entre els anys 500 i 700 i són gairebé tan interessants com les coves d'Ajanta. Antigament incloïen frescos en colors brillants. Foren descrites per primer cop pel tinent Dangerfield el 1820.